# Carlos Veiga
Carlos Alberto Wahnon de Carvalho Veiga (IPA: [ˈkaɾluz alˈbɛɾtu waˈnõ dɨ kɐɾˈvaʎu ˈvejɡɐ]) (Mindelo, 21 oktober 1949) is een Kaapverdisch politicus namens de Movimento para a Democracia (MpD). Hij was minister-president van Kaapverdië van 4 april 1991 tot 29 juli 2000. Hij werd als minister-president opgevolgd door Gualberto do Rosário.
Na zijn premierschap deed Veiga namens zijn partij verschillende keren mee aan de presidentverkiezingen in Kaapverdië. Zowel in 2001 als in 2006 werd hij echter verslagen door Pedro Pires van de PAICV. Het verschil was in beide gevallen wel zeer miniem; in de verkiezingen van 2001 bedroeg deze slechts 17 stemmen. De presidentsverkiezingen van 2021 verloor Veiga eveneens, dit keer in de eerste ronde van José Maria Neves.